# Ред и закон: Одељење за специјалне жртве (сезона 22)
Двадесетдруга сезона серије Ред и закон: Одељење за специјалне жртве је премијерно емитована на каналу НБЦ од 12. новембра 2020. до 3. јуна 2021. године.

## Опис
Демор Барнс је унапређен у главну поставу на почетку сезоне.

## Улоге

### Главни
- Маришка Харгитеј као Оливија Бенсон
- Кели Гидиш као Аманда Ролинс
- Ајс Ти као Фин Тутуола
- Питер Сканавино као Доминик Кариси мл.
- Џејми Греј Хајдер као Катриона Тамин
- Демор Барнс као Кристијан Гарланд

### Епизодни
- Кристофер Мелони као Елиот Стаблер (Епизоде 9 и 13)
- Тамара Тјуни као др. Мелинда Ворнер (Епизоде 3 и 13)
- Раул Еспарза као ПОТ Рафаел Барба (Епизода 4)

## Епизоде
| Бр. у серији | Бр. у сезони | Наслов                            | Редитељ           | Сценариста | Премијерно емитовање | Прод. код |
| --- | ------------ | --------------------------------- | ----------------- | --- | -------------------- | --------- |
| 479 | 1            | "Чувари и гладијатори"            | Ноберто Барба     | Синопсис: Брендан Фини, Денис Хамил и Монет Хрст-Мендоза Сценарио: Ворен Лајт и Џули Мартин                            | 12. новембар 2020.   | 2201      |
| Одељење за специјалне жртве је позвано када је црна оптужен да је силовао мушкарца и напао жену и њеног сина. Упркос томе што је оптужен, човек тврди да је невин. Када је нови осумњичени пронађен, човек је пуштен, али је брзо тужио Одељење за специјалне жртве што је убрзо учинило случај изузетно тешким јер је јавност почела да губи поверење у органе реда. |              |                                   |                   | |                      |           |
| 480 | 2            | "Балада о Двајту и Ирени"         | Марта Мичел       | Синопсис: Брендан Фини и Џули Мартин Сценарио: Брендан Фини и Монет Хрст-Мендоза                                       | 19. новембар 2020.   | 2202      |
| Када је један дечак пронађен са модрицама у школи, а његова мајка онесвешћена и претучена у стану, Одељење за специјалне жртве је позвано да истражи случај највероватније насиља у породици и злостављања детета од стране мајчиног дечка у коме је дете било главна мета злостављања. Ствари су добиле изненадан обрт када је злостављач убијен, а дечак признао убиство, али ствари нису онакве какве изгледају.                                                                               |              |                                   |                   | |                      |           |
| 481 | 3            | "Сети ме се у карантину"          | Хуан Кампанела    | Џули Мартин и Ворен Лајт                                                                                               | 3. децембар 2020.    | 2203      |
| Одељење за специјалне жртве је замољено за помоћ од стране италијанске полиције када је пријављен нестанак младе Италијанке пре месец дана. Када је жена пронађена мртва, сумња је пала на њеног незрелог цимера који је волео да прави журке и растурача дроге који је направио журку у ноћи када је жена нестала, али се ни један ни други не сећају те ноћи. У међувремену, Ролинсова је почела да губи стрпљење због полицијског часа и карантина јер се пандемија вируса "Корона" наставила. |              |                                   |                   | |                      |           |
| 482 | 4            | "Мрак у дивљој земљи"             | Ноберто Барба     | Мет Клипка, Денис Хамил, Џули Mартин и Ворен Лајт                                                                      | 7. јануар 2021.      | 2204      |
| У Новогодишњој ноћи, Одељење за специјалне жртве је присиљено да истражи могућу отмицу девојке у пубертету. Када је она пронађена силована, њен отац је убио силоватеља. Кариси је оптужио оца, али је сазнао да га заступа бивши ПОТ Барба. У међувремену, Тутуола намерава да запроси некадашњу колегиницу са којом се забављао, али га је ухватила живчаница због тога како ће она одговорити.                                                                                                 |              |                                   |                   | |                      |           |
| 483 | 5            | "Напали ме да будемо сами"        | Хуан Кампанела    | Синопсис: Монет Хрст-Мендоза, Викторија Полак, Џули Мартин и Ворен Лајт Сценарио: Викторија Полак и Монет Хрст-Мендоза | 14. јануар 2021.     | 2205      |
| Одељење за специјалне жртве је позвано након што је порно глумица силована током преноса уживо. Детективи су убрзо открили да је силоватељ један од њених гледалаца који ради у старачком дому у ком борави отац порно глумице и брине о њему. Како је случај текао даље, силоватељево узнемиравање и опседнутост према жртве се повећало што је уплашило детективе. У међувремену, Таминин и Карисијев сукоб достигао је нови ниво јер су се сукобили око случаја.                               |              |                                   |                   | |                      |           |
| 484 | 6            | "Дуга рука сведока"               | Марта Мичел       | Синопсис: Денис Хамил и Ворен Лајт Сценарио: Денис Хамил и Мајкарн Клули                                               | 21. јануар 2021.     | 2206      |
| Када је један моћан судија одбацио случај силовања и најавио да ће се кандидовати за државног тужиоца, Кариси је почео да истражује његова ранија полна напаствовања. Међутим, њему и Одељењу за специјалне жртве је тешко да наговоре неке од жртава да потврде то јер су им каријере стављене на коцку. |              |                                   |                   | |                      |           |
| 485 | 7            | "Лов, клопка, силовање и пуштање" | Батан Силва       | Синопсис: Кети Доби и Монет Хрст-Мендоза Сценарио: Кети Доби и Џули Мартин                                             | 18. фебруар 2021.    | 2207      |
| Одељење за специјалне жртве сарађује са бившом детективком Одељења за тешка кривична дела Керолин Барек која је сада поручница Броншког ОСЖ-а на случају низног силовања који се протеже у оба града. Њихову чврсту сарадњу угрожава тужба против полиције и променљиви начин рада. |              |                                   |                   | |                      |           |
| 486 | 8            | "Једини излаз је туда"            | Марта Мичел       | Синопсис: Мајкарн Клули и Кети Доби Сценарио: Брајана Јелен                                                            | 25. фебруар 2021.    | 2208      |
| Одељење за специјалне жртве покушава да помогне двема сестрама да се опораве након што је једна од њих силована под претњом пиштољем док је друга била присиљена да гледа што се десило 2000. године када су обе биле у пубертету. У међувремену, Тами је рођака замолила за помоћ пошто је била силована на састанку. |              |                                   |                   | |                      |           |
| 487 | 9            | "Повратак разблудног сина"        | Хуан Џ. Кампанела | Ворен Лајт и Џули Мартин                                                                                               | 1. април 2021.       | 2209      |
| Детектив Елиот Стаблер се вратио у Њујорк након неколико година одсуства и открио да му је породица у опасности. Поново се повезао са Бенсоновом како би пронашао починиоца док покушава да се помири са њом, али Одељење за специјалне жртве није потпуно убеђено да се он променио. |              |                                   |                   | |                      |           |
| 488 | 10           | "Добродошли у преноћиште Педо"    | Џин де Сегонзек   | Синопсис: Денис Хамил Сценарио: Денис Хамил, Џули Мартин и Ворен Лајт                                                  | 8. април 2021.       | 2210      |
| Када је девојка у пубертету пронађена убијена близу куће за сексуалне преступнике, Одељење за специјалне жртве је прво посумњало на њену сарадницу Лони Листон, робијашицу на условној која живи у тој кући. Међутим, преступници су узели закон у своје руке и линчовали Лони, не знајући да је Лони све намештено. У међувремену, Ролинсовој је отац имао срчани удар. |              |                                   |                   | |                      |           |
| 489 | 11           | "Наши светови се неће чути"       | Батан Силва       | Мелоди Купер | 15. април 2021.      | 2211      |
| Бенсонова се суочила на суду са случајем који би могао да јој дође посла. У међувремену, она и Гарланд заједнички раде на променама у НЈ СУП-у, а Кат је постигла напредак. |              |                                   |                   | |                      |           |
| 490 | 12           | "У години у којој ћемо сви пасти" | Џин ДеСегонзек    | Синопсис: Џули Мартин и Ворен Лајт Сценарио: Џули Мартин, Ворен Лајт и Кети Доби                                       | 22. април 2021.      | 2212      |
| Живот месне власнице једне гостионице окренуо се наглавачке пошто је пропатила јер је за годину дана имала неколико смртних случајева и суноврата због Короне па је у свом пословном објекту узела таоце. Бенсонова покушава да смири стање када је дошла тамо. У међувремену, Ролинсовој је отац имао мождани удар, а Кариси је одлучио да јој се нађе. |              |                                   |                   | |                      |           |
| 491 | 13           | "Трикови код Маулина"             | Батан Силва       | Синопсис: Брендан Фини и Брајана Јелен Сценарио: Ворен Лајт и Џули Мартин                                              | 13. мај 2021.        | 2213      |
| Неколико богаташа пронађено је мртво пошто их је тројац жена дрогирао лошим примерком Љубичасте чаролије што је довело Бенсонову до напретка у случају смрти њеног брата Сајмона. |              |                                   |                   | |                      |           |
| 492 | 14           | "Пост-дипломирани психопата"      | Ноберто Барба     | Синопсис: Брајана Јелен и Мајкарн Клугли Сценарио: Брајана Јелен и Ворен Лајт                                          | 20. мај 2021.        | 2214      |
| Када је Хенри Меснер пуштен из поправног дома после осам година, Ролинсова и екипа ОСЖ-а се боје да због свог понашања може бити опасан по друге. |              |                                   |                   | |                      |           |
| 493 | 15           | "Шта све може да се деси у мраку" | Џин де Сегонзек   | Мајкарн Клули | 27. мај 2021.        | 2215      |
| Гарландов сусед је пронађен повређен на једном градилишту, а Бенсонова помаже у истрази случаја насиља у породици, али одељење је ископало још неке ствари када је жртвина супруга означена као могући кривац. |              |                                   |                   | |                      |           |
| 494 | 16           | "Вукови у овчијој кожи"           | Ноберто Барба     | Синопсис: Кети Доби и Кристијан Тајлер Сценарио: Денис Хамил, Џули Мартин и Ворен Лајт                                 | 3. јун 2021.         | 2216      |
| Одељење за специјалне жртве ради како би помогло самохраној мајци искоришћаваној за пружање сексуалних услуга у замену за стан. Док су истраживали, они су открили да је она и жртва трговине робљем и морају да је убеде да сарађује са њима како би пронашли осумњичене који су је продавали. Фин и Фиби су правили свадбу, али су је отказали у последњи минут. |              |                                   |                   | |                      |           |